# Eichen (Attendorn)

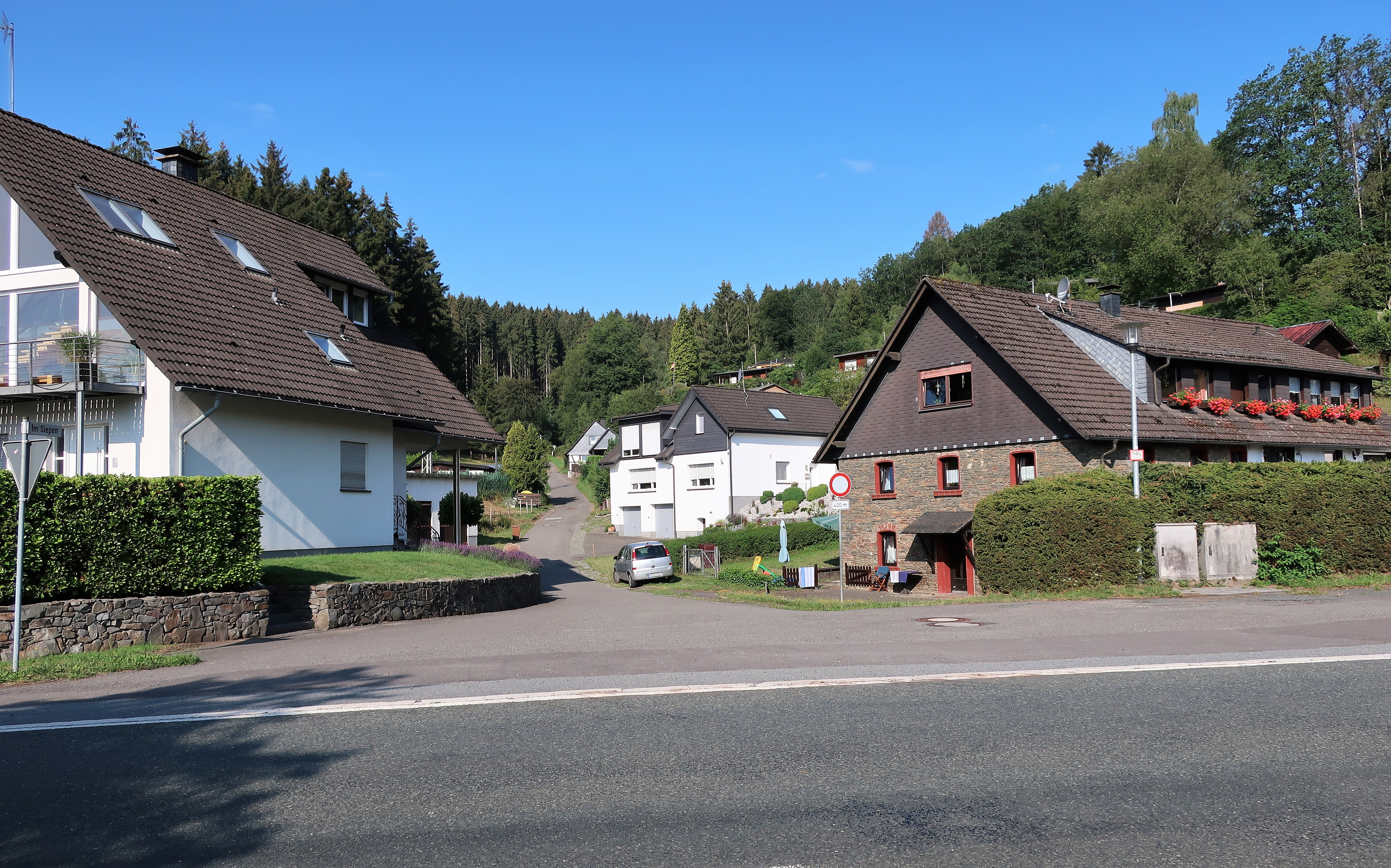
Attendorner Ortsteil Eichen

Eichen (ⓘ) ist ein Ortsteil der Stadt Attendorn im Kreis Olpe (Nordrhein-Westfalen) und hat 27 Einwohner (Stand 30. Juni 2024).

## Geografie
Eichen liegt südwestlich des Kernortes Attendorn an der Nordseite der Listertalsperre. Nordöstlich liegt Wamge, östlich Weuste und westlich das Stadtgebiet von Meinerzhagen. Am Ort vorbei führt die Listertalstraße (L 708). Nördlich oberhalb des Ortes befindet sich das Naturschutzgebiet Steinbruch Eichen, ein ehemaliger Grauwackesteinbruch mit Abgrabungsgewässer.

## Geschichte
Eichen wurde urkundlich erstmals 1376 erwähnt, als Alef von Ewig den Zehnten tho den Eiken unter Vorbehalt der Wiederlöse an Hermann von Helden genannt Frielentrop verkauft. Diesen Zehnten löste das Kloster Ewig 1468 wieder ein. Im Jahre 1401 wird Eichen als „de curte to den Eyken prope Attendarne“ erwähnt. Der Ortsname kann als „bei den Eichen“ gedeutet werden.
Am 23. Juni 1428 verkauften der Attendorner Bürger Johan Schepen und seine Frau Alike ihr freies Eigentum, Hof und Gut zu den Eicken, das Johan von seinem Vater Tilman geerbt hat, an Henrich Weke, den Gründer des Klosters Ewig. Das Gut gibt in drei Jahren zweimal 3 alte Tournosen Zehntlöse und einmal Naturalzehnten, ferner 1 Gulden Erbrente an die Nonnen zu Oedingen. Ein Jahr später schenkt Heinrich Weke, Kaufmann der deutschen Hanse, die curtis den Eeken dem Kloster Ewig und dem anstoßenden Hospital des hl. Antonius. Die Schenkung scheint allerdings nicht vollzogen oder bald wieder rückgängig gemacht worden zu sein, da der Hof zu Eichen nirgendwo als Ewiger Gut begegnet. 1472 verpachtet das Kloster Ewig den Zehnten des Hofes to den Eyken an Johann Ome, Bürger zu Attendorn, und seinen Schulten Buchte.
Politisch gehörte Eichen ehemals zum Amt Waldenburg und im Gogericht und Kirchspiel Attendorn zur Bauerschaft Albringhausen, der auch umliegende Orte wie Weuste, Wamge, Listerscheid u. a. angehörten. Im Schatzungsregister von 1536 wurde Heinrich zu Eycken mit einer Abgabe von 3 ort (¾ Goldgulden) geführt. Im Register von 1565 Peter Voß zu Eickenn mit 2 ort besteuert. Während des Dreißigjährigen Krieges im Jahr 1636 wird der Hof Johan zu den eicken als verarmtes und wüstes Gut bezeichnet.
Im 17. Jahrhundert gab es laut Rentenbuch zwei Bauernhöfe in Eichen. Das „oberste Gut“ gehörte dem Gografen Kaspar Theodor Burghoff. In der hessischen Zeit (1802–1816) war das Gut, Clases Hof genannt, in Besitz der Vikarie St. Nikolai in Attendorn und wurde seit 1815 von Josef Luke (1781–1842) bewirtschaftet, danach von dessen Sohn Peter (1815–1878). Die Familie verblieb auf dem Gut, bis der Bau der Listertalsperre (1909–1912) einen großen Teil von Eichen verschwinden ließ und die dortigen Verhältnisse gänzlich umgestaltete. Reste des Grundbesitzes sowie das verschont gebliebene Wohnhaus des Claseshofes verkaufte die Witwe von Johann Luke (1848–1899), Cordula geb. Alfes 1912 an Robert Wigger.
Das „unterste Gut“ war ein Erbgut und Besitzer Johann Lütge. Auch Anfang des 18. Jahrhunderts gehörte der Hof noch der Familie Lütteke. Später scheint es geteilt worden zu sein, denn in hessischen Zeiten gab es zwei Erbgüter, Stupperichs Hof und Groten Hof. Stupperichs Hof (Johann Stupperich) kam später in den Besitz der Familie Langenohl. Nach Fertigstellung der Talsperre ließ Robert Langenohl anstelle des abgebrochenen alten Hofgebäudes ein neues Wohnhaus an der neu entstandenen Listertalstraße errichten. Besitzer des Grotenhofes war Johann Lütteke, danach dessen Schwiegersohn Josef Stuff. Seitdem blieb das Gut Eigentum der Familie Stuff, bis Wilhelm Stuff den größten Teil des Grundbesitzes und das Wohnhaus an den Ruhrtalsperrenverband verkaufte.
Um 1750 gab es an der Lister zu Eichen ein Hammerwerk (Stückhammer), betrieben um 1800 von Engelhard zu Olpe.
Das Adressbuch von 1929 führt in Eichen die Namen „Albus, Hesener (3), Hof, Langenohl (2), Rüsche, Wever (2) und Wigger“ auf. 1936 gab es in Eichen 6 Wohnhäuser mit 7 Haushaltungen und 43 Einwohner. Das Adressbuch von 1956 führt die Namen „Hesener (3), Hirten (2), Langenohl (2), Mattern, Pfeiffer (3), Rüsche (3), Stockem, Strautz, Theiner und Wigger“ auf. Ende 1988 hatte der Ort 34 Einwohner. Heute gibt es in Eichen außer den Wohnhäusern eine Ferienhaussiedlung mit Sicht auf die Listertalsperre.
Ab 1819 gehörte Eichen im Amt Attendorn zur Gemeinde Attendorn-Land, bis die Gemeinde 1969 in die Stadt Attendorn eingegliedert wurde.